# 루프 택시
루프 택시(영어: Loop Taxi)는 게임구루(Gameguru)에서 개발 및 출시한 자동차 시뮬레이션 · 레이싱 게임이다.

## 개요
교차로 형태의 도로의 버스 정류장에서 승객을 태우고 맨 아래의 버스 정류장에 내려주는 게임이다. 이 과정을 1번 할 때마다 일정한 코인이 주어진다(자세한 내용은 후술). 주행 중 옆 도로에서 오는 차와 충돌하면 게임이 종료된다.
최초로 주어지는 차량은 노란 택시이며 1번에 최대 2명의 승객을 태울 수 있고 100km/h까지 속도를 낼 수 있다. 노란 택시 이외에도 초록 택시, 분홍 택시가 무료로 주어진다.

## 게임 머니

### 코인
전술한 바와 같이 승객을 태우고 내려주는 과정을 1번할 때마다 일정량이 주어지며 새로운 차량을 살 수 있다.

### 티켓
상품 바퀴를 돌릴 수 있다(후술).

## 차량
전술한 바와 같이 최초로 주어지는 차량은 노란 택시이며 1번에 2명의 승객을 태울 수 있고 100km/h까지 속도를 낼 수 있다. 다른 색의 택시가 무료로 주어진다.
그 외에도 아래의 여러 차량이 존재하며 각 차량의 속도와 최대 승객은 다르다. 가장 빠른 속도를 가지고 있는 차량은 색상별 스포츠카들이며 160km/h까지 속도를 낼 수 있다. 가장 느린 차량은 트럭으로 60km/h까지 속도를 낼 수 있다. 가장 많은 승객을 태울 수 있는 차량은 큰 버스로 10명까지이다.
- 노란/초록/분홍 택시
- 자동차
- 긴 자동차
- 리무진
- 보라색/주황색/빨간색 스포츠카
- 노란색/파란색 벤
- 미니버스
- 버스
- 큰 버스
- 회색/갈색/초록색 군대 자동차
- 철갑 자동차
- 회색 병력 수송 장갑차 (군대 스테이지에서 방탄 기능이 있다)
- 트럭
- 초록색 병력 수송 장갑차 (회색 장갑차와 모양이 완전히 다르다)
- 회색/갈색 탱크
- 경찰차
- 특공대 차량

## 스테이지

### 도시
최초로 주어지는 스테이지이며 승객을 태우고 내림을 반복할 때마다 태운 승객 수의 5배의 코인이 지급된다. 단순한 교차로 형태이다. 긴급 차량(소방차, 경찰차, 특공대 차량, 구급차)과 충돌 시 10점 감점, 견인차에 의해 견인될 경우 20점 감점이 적용되며 차량과의 충돌을 아슬아슬하게 피해갔을 경우 1 코인이 지급된다.

### 마을
교차로 형태이나 구간에 2개의 철길 건널목이 있다. 승객을 태우고 내림을 반복할 때마다 태운 승객 수의 8배의 코인이 지급된다. 긴급 차량 충돌, 견인될 경우의 감점 사양은 도시 스테이지와 동일하다. 차량과의 충돌을 아슬아슬하게 피해갔을 경우 도시 스테이지와 같은 보상이 주어지며 기차와의 충돌을 아슬아슬하게 피해갔을 경우 5 코인이 지급된다.

### 군대
교차로 형태이나 구간에 2개의 대포, 미사일 발사 현장이 있다. 일반적으로 대포나 미사일에 맞을 경우 게임이 종료되나 회색 병력 수송 장갑차의 경우 대포에 맞는 것은 아무런 문제도 되지 않는다. 승객을 태우고 내림을 반복할 때마다 태운 승객 수의 10배의 코인이 지급된다. 긴급 차량과의 충돌이나 견인될 경우의 감점, 충돌을 아슬아슬하게 피했을 경우의 보상은 도시/마을 스테이지와 동일하다.

## 상품 바퀴
1번 돌리는 데 1장의 티켓이 필요하며 "회전"을 탭하면 상품 바퀴가 돌아간다. 결과에 따라 일정량의 코인(100~5000코인)이나 티켓(1~3장)이 지급되거나 무료로 자동차가 지급된다.